# Gersz Rotlewi
Gersz Rotlewi, znany także jako Hersz Rotlewi lub George Rotlevi, (ur. 1889, zm. 1920) – polski mistrz szachowy.
Pochodził z żydowskiej rodziny z Łodzi, ale długo mieszkał w Hamburgu. Potykał się z czołowymi szachistami swojej epoki: Akibą Rubinsteinem, Aleksandrem Alechinem, Richardem Teichmannem, pokonując m.in. Franka Marshalla w Karlsbadzie w 1911. Rozegrał także dwa mecze z Henrykiem Salwe: przegrany 7½ - 10½ w 1909 i wygrany 6 - 4 w 1910. Jego największe sukcesy to drugie miejsce (za Aleksandrem Alechinem) we Wszechrosyjskim Turnieju w Sankt Petersburgu w 1909 i zwycięstwo w turnieju w Hamburgu w 1910.
W 1907 w Łodzi rozegrał z Akibą Rubinsteinem jedną z najsłynniejszych partii w historii szachów - grając białymi poddał się po 26 posunięciach.
Z powodów zdrowotnych (zaburzenia lękowe) był zmuszony wycofać się z uczestnictwa w turniejach. Przyjaźnił się z niemieckim pisarzem Ernstem Jüngerem, który opisał go w swoich wspomnieniach. Zmarł w wieku 31 lat.